# Varengeville-sur-Mer
Varengeville-sur-Mer [vaʁɑ̃ʒvil syʁ mɛʁ] ist ein Dorf und eine Gemeinde mit 962 Einwohnern (Stand 1. Januar 2022) im französischen Département Seine-Maritime in der Region Normandie. Die Einwohner heißen Varengevillais.

## Geografie
Varengeville-sur-Mer liegt im Nordwesten Frankreichs, am Ärmelkanal, an der Steilküste zum Meer.

## Geschichte
Auf dem Friedhof von Varengeville befindet sich unter anderem das Grab von Georges Braque (von ihm wurde auch ein Glasfenster für eine Kapelle in Varengeville-sur-Mer entworfen). Claude Monet malte mehrere Landschaftsbilder von Varengeville. Der Friedhof und die Kirche Saint-Valéry sind durch die Erosion der Küste abbruchgefährdet. Die Möglichkeiten einer Gebäudeverschiebung werden geprüft.

## Einwohnerentwicklung
Im Jahr 1793 1196 Einwohner, immer über 1000 Einwohner, ab dem Jahr 1901 (996 Einwohner) mehrere Jahrzehnte fast immer unter 1000 Einwohner, seit 1982 wieder kontinuierlich über 1000 Einwohner.

## Sehenswürdigkeiten

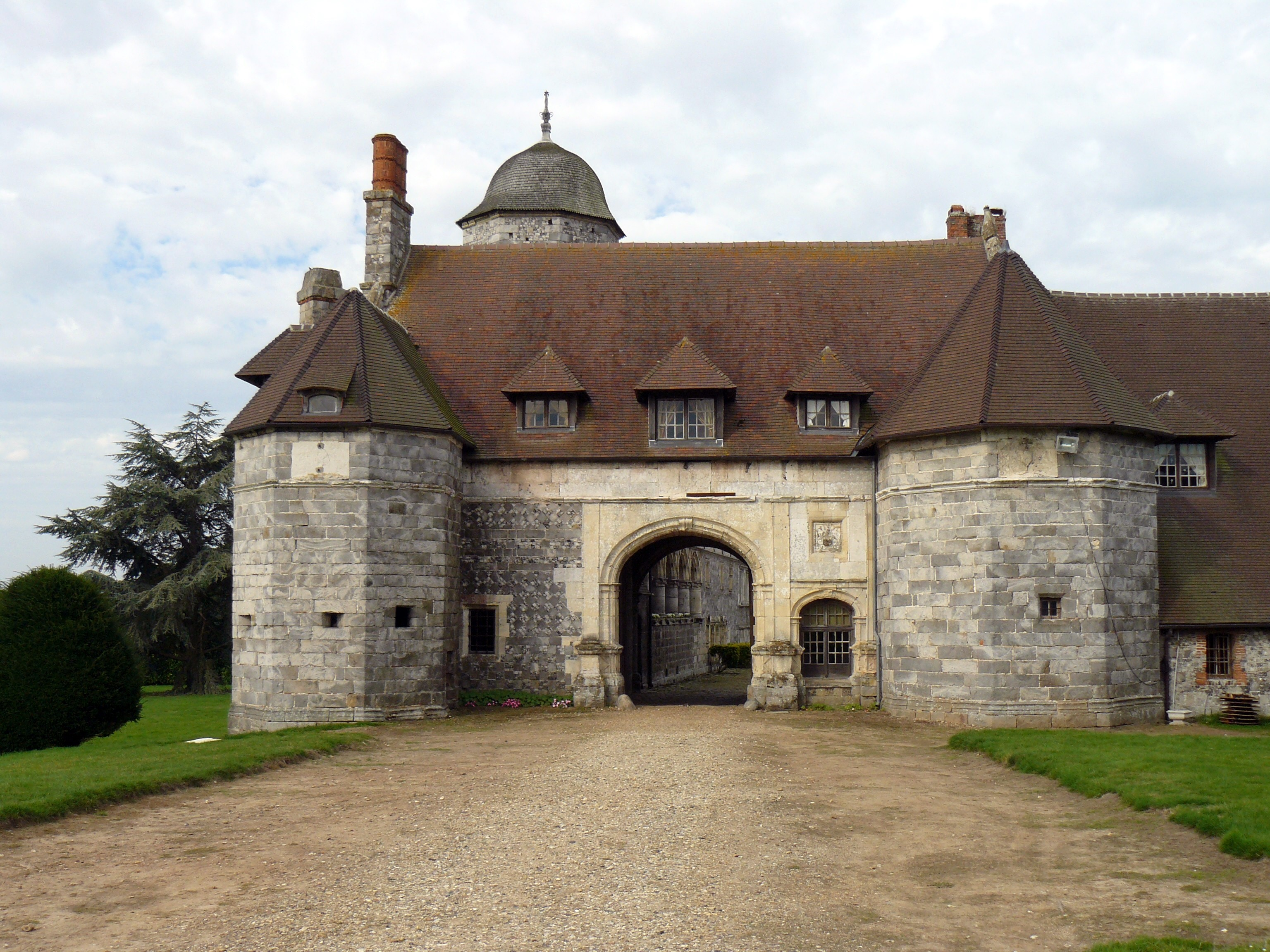
Manoir d’Ango

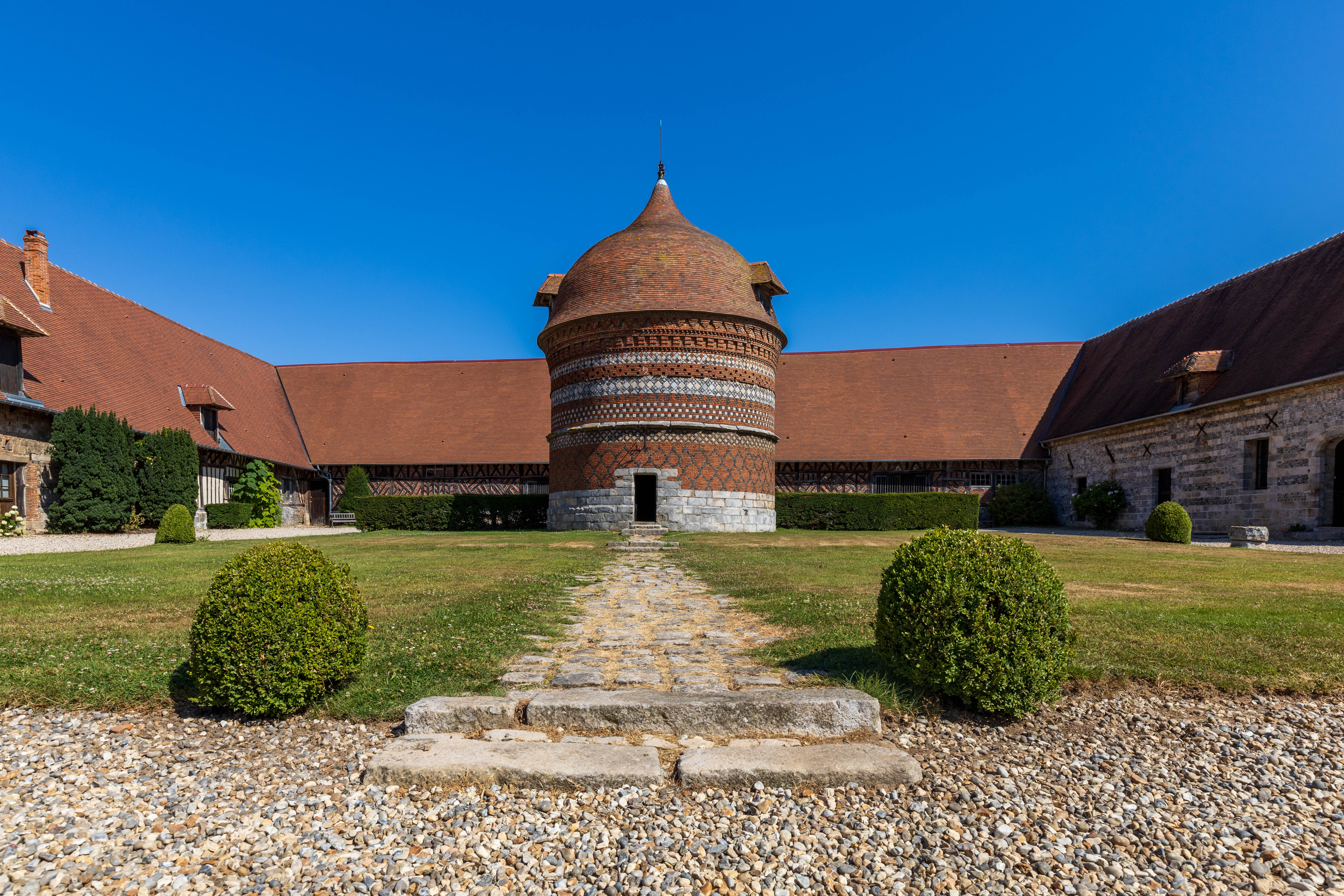
Taubenturm des Manoir d’Ango

- Manoir d’Ango, das Sommerpalais von Jehan Ango (Jean Ango), italienische Renaissance um 1540
- Bois des Moutiers (Herrenhaus mit weitläufigem Garten von Edwin Lutyens)
- Les Jardins de Vasterival (Park)
- Jardin Shamrock, Hortensiensammlung[2]
- Kirche Saint-Valéry (12./19. Jh.) mit dem Grab von Georges Braque und von ihm gestalteten Kirchenfenstern

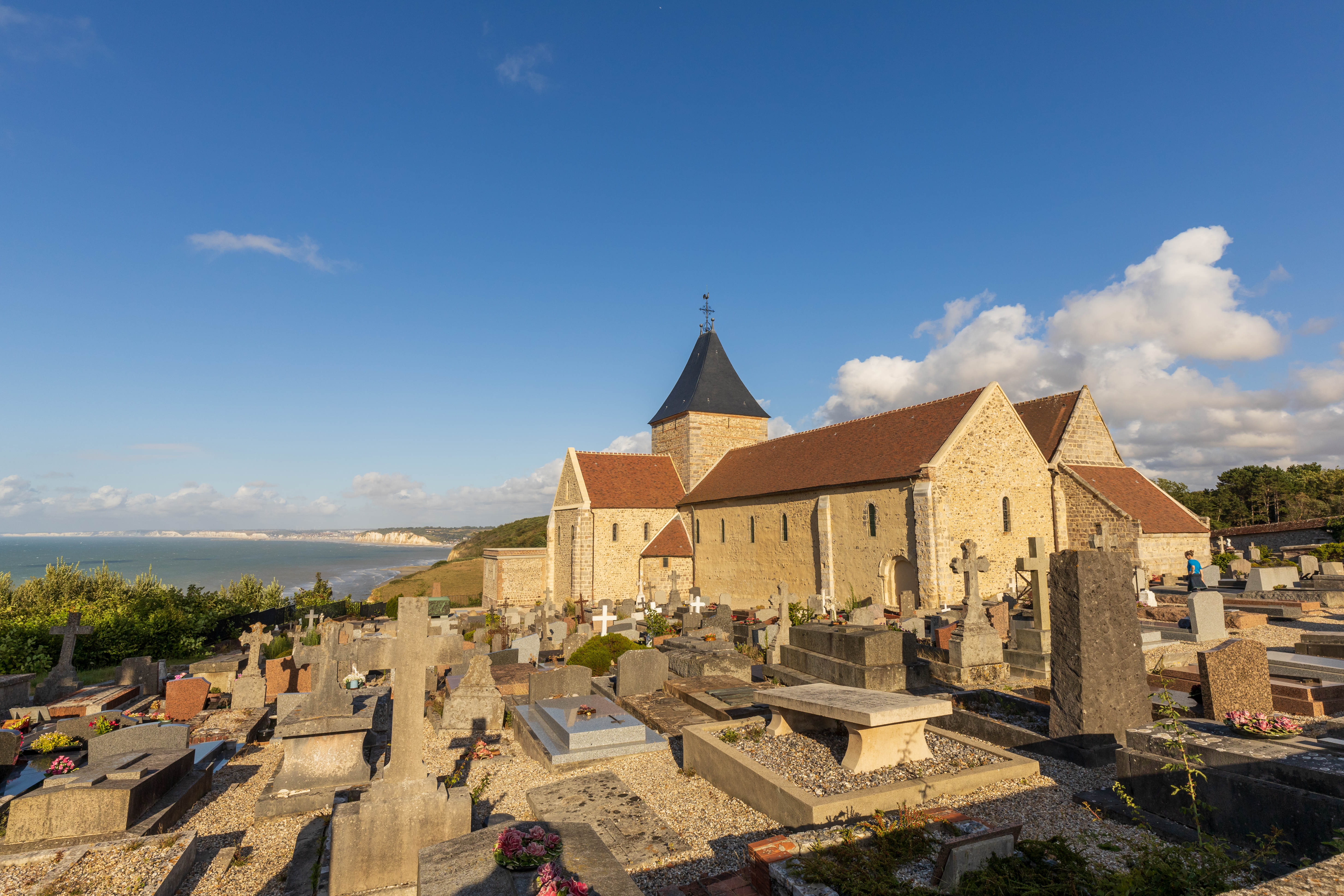
Kirche Saint-Valéry mit Cimetière marin (Meeresfriedhof)

## Persönlichkeiten
Begraben in Varengeville-sur-Mer:
- Jehan Ango (Jean Ango), (1480–1551)  berühmter normannischer Reeder und Navigator
- Georges Braque (1882–1963), französischer Maler[1]
- Jacques Danois (1927–2008), Journalist[1]
- Albert Roussel (1869–1937), französischer Komponist[1]
- Georges de Porto-Riche (1849–1930), französischer Schriftsteller und Dramaturg[1]
- Paul Nelson (1895–1979), französischer Architekt amerikanischen Ursprungs
- Jean Francis Auburtin (1866–1930), französischer Maler, gestorben in Varengeville

Aufenthalt in Varengeville:
- Claude Monet (1840–1926), malte in mehreren Landschaftsbildern Varengeville
- Joan Miró (1893–1983), malte in den Sommermonaten 1938–40 in Varengeville